# Lactatiekunde
De lactatiekunde is de kennis van de menselijke borstvoeding en de processen die daarmee gemoeid zijn zoals melkproductie en melkafgifte, de samenstelling van de moedermelk en het drinken aan de borst. De lactatiekundige richt zich op de begeleiding van moeder en kind tijdens de lactatie.
De vrijwilligersorganisatie "La Leche League International" is een belangrijke pleitbezorger van de lactatiekunde sinds de tweede helft van de jaren 80 van de 20ste eeuw.
Lactatiekundigen zijn internationaal verenigd in de International Lactation Consultants Association. De leden van deze vereniging hebben het examen van de International Board of Lactation Consultant Examiners met succes volbracht en mogen zich IBCLC (International Board Certified Lactation Consultant) noemen.
In Vlaanderen kan lactatiekunde worden gevolgd aan de Katholieke Hogeschool Limburg te Hasselt en aan de Arteveldehogeschool te Gent, en in Nederland aan de Hogeschool Utrecht.